# 金屬薄板
金屬薄板，又稱薄金属板，是指通过工业加工形成的薄而平的金属片。它可以被切割和弯曲成各种形状。无数的日常物品都是由金属板制造的。金属板厚度可以有很大差异。在世界大部分地区，金属板的厚度都是以毫米为单位的。